# Yondé
Pour le département et la commune rurale, voir Yondé (département).
Yondé est un village et le chef-lieu du département et la commune rurale de Yondé, situé dans la province du Koulpélogo et la région du Centre-Est au Burkina Faso.

## Histoire
Le 30 août 2024, une dizaine de personnes sont assassinées à Yondé par des djihadistes.

## Santé et éducation
Yondé accueille un centre de santé et de promotion sociale (CSPS).